# 12780 Salamony
12780 Salamony este un asteroid din centura principală de asteroizi.

## Descriere
12780 Salamony este un asteroid din centura principală de asteroizi. A fost descoperit pe 9 februarie 1995 la Sudbury de Dennis di Cicco. Asteroidul prezintă o orbită caracterizată de o semiaxă mare de 3,16 ua, o excentricitate de 0,11 și o înclinație de 5,7° în raport cu ecliptica.